# 王爌
王爌（1472年—1554年），字存約，號南渠，浙江承宣布政使司台州府黃巖縣（今浙江省黃岩市）人，明朝政治人物。

## 生平
弘治十一年（1498年）戊午科浙江鄉試第十九名舉人。弘治十五年（1502年）中式壬戌科會試第三十八名，三甲第一百四十三名進士。除太常寺博士。正德年间，累遷刑科都給事中。武定侯郭勛鎮守兩廣時，行事乖謬。武宗下詔命其自陳，郭勛強辨，王爌等人反駁。都察院覆奏后，不採用王爌之言，王爌一併彈劾都御史彭澤，武宗因此責怪彭澤而不在追問郭勛。御史林有年因直言下獄，浙江僉事韓邦奇忤逆中官而被逮，王爌皆論救他們。武宗抵達大同后久而不返，王爌力請回鑾。又與工科石天柱論救彭澤，而忤逆王瓊，王爌遂被王瓊報復，降為惠州府推官。
明世宗即位后，恢復都給事中職位。隨後改為太僕寺少卿，改太常寺少卿。嘉靖三年（1524年），升任應天府府尹。四年后，升南京刑部右侍郎，以母老歸養。家居十年，再起原職，擢南京都察院右都御史。因謝病歸鄉。卒贈工部尚書。

## 家族
曾祖王伯永；祖父王宗民；父王玼，母蔣氏。具庆下。兄王燁、王烈。弟王炫。

## 延伸阅读
[在维基数据编辑]
 《國朝獻徵錄·卷之六十四》，出自焦竑《國朝獻徵錄》
 《明史卷二百〇一》，出自《明史》